# Harald Godredsson
Harald Godredsson (m. 1099) fue un caudillo vikingo hiberno-nórdico del reino de Mann, hijo del legendario Godred Crovan y pretendiente al trono. Se enfrentó a su hermano Lagman por el control del reino pero fue derrotado, capturado y cegado, desapareciendo de las crónicas de Mann ese mismo año. No se sabe nada más de su estirpe, hasta que en 1153 el príncipe Godfred visitó Noruega en representación de su padre Olaf I de Mann que ya era muy anciano para viajar y rendir homenaje al rey noruego, momento que aprovechó el hijo de Harald, llamado Ragnald (o Reginald), para organizar una revuelta contra su tío Olaf y reclamar su derecho al trono, asesinando al rey el 29 de junio. En otoño de aquel mismo año Godfred regresa, toma el control del reino y captura a su primo rebelde y dos de sus hermanos, condena a muerte al cabecilla y deja ciegos a los otros dos.